# Álvaro Mel
Álvaro García Sierra, més conegut com Álvaro Mel, (Salamanca, Castella i Lleó, 14 de setembre de 1996) és un actor i model espanyol conegut per interpretar a Tomás Peralta a La otra mirada.

## Biografia
Va néixer a Salamanca en 1996. Va començar la seva carrera en 2016 com a influencer a la xarxa social Instagram, on s'ha convertit en tota una celebritat. Fins i tot ha estat reconegut com un dels influencer més importants d'Espanya per la revista Forbes.
La seva carrera com a actor va començar el 2018 amb un petit paper a la sèrie de Playz Bajo la red, on va interpretar Joel. Aquest mateix any, es va incorporar com a part de l'elenc principal a la sèrie de TVE La otra mirada, on va interpretar a Tomás Peralta durant les dues temporades de la sèrie. Un any més tard, va interpretar a Guille en la sèrie de Telecinco i Amazon Prime Video Madres. Amor y vida.
En 2020 es va conèixer la notícia que s'unia a l'elenc principal de la sèrie dirigida per Alejandro Amenábar La Fortuna, una superproducció internacional on l'acompanyen actors com Ana María Polvorosa, Stanley Tucci o Clarke Peters. En la sèrie interpreta a l'inexpert diplomàtic Álex Ventura, que es veu convertit sense proposar-s'ho en el líder d'una missió que posarà a prova totes les seves conviccions. Al juliol de 2021 es va anunciar el seu fitxatge com a personatge principal per a la segona temporada de Paraíso, sèrie emesa a Movistar+, on interpreta a Mateo.

## Filmografia

### Televisió
| Any               | Títol               | Paper                    | Canal     | Notes                        |
| ----------------- | ------------------- | ------------------------ | --------- | ---------------------------- |
| 2018              | Bajo la red         | Joel                     | Playz     | Elenc secundari; 4 episodis  |
| 2018 - 2019       | La otra mirada      | Tomás Peralta            | TVE       | Elenc principal; 20 episodis |
| 2019              | Madres. Amor y vida | Guille                   | Telecinco | 1 episodi                    |
| 2021              | La Fortuna          | Alejandro "Álex" Ventura | Movistar+ | Elenc principal; 6 episodis  |
| 2022 - actualitat | Paraíso             | Mateo                    | Movistar+ | Elenc principal; ¿? episodis |

## Premis i nominacions
| Any  | Premi                                          | Categoria                                   | Treball nominat | Resultat | Ref.  |
| ---- | ---------------------------------------------- | ------------------------------------------- | --------------- | -------- | ----- |
| 2021 | XXVII Premis Cinematogràfics José María Forqué | Millor interpretació masculina en una sèrie | La Fortuna      | Nominat  | [ 9 ] |